# Kéo giãn cơ

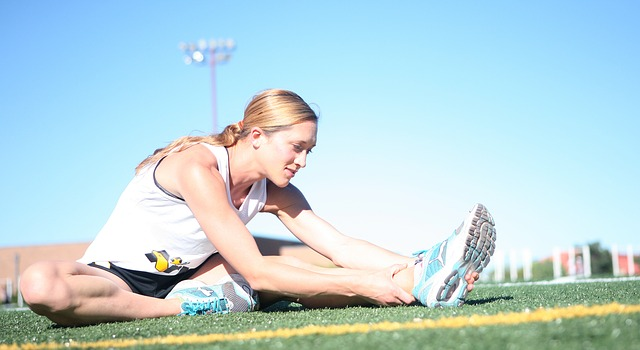
Một bài tập kéo giãn cơ

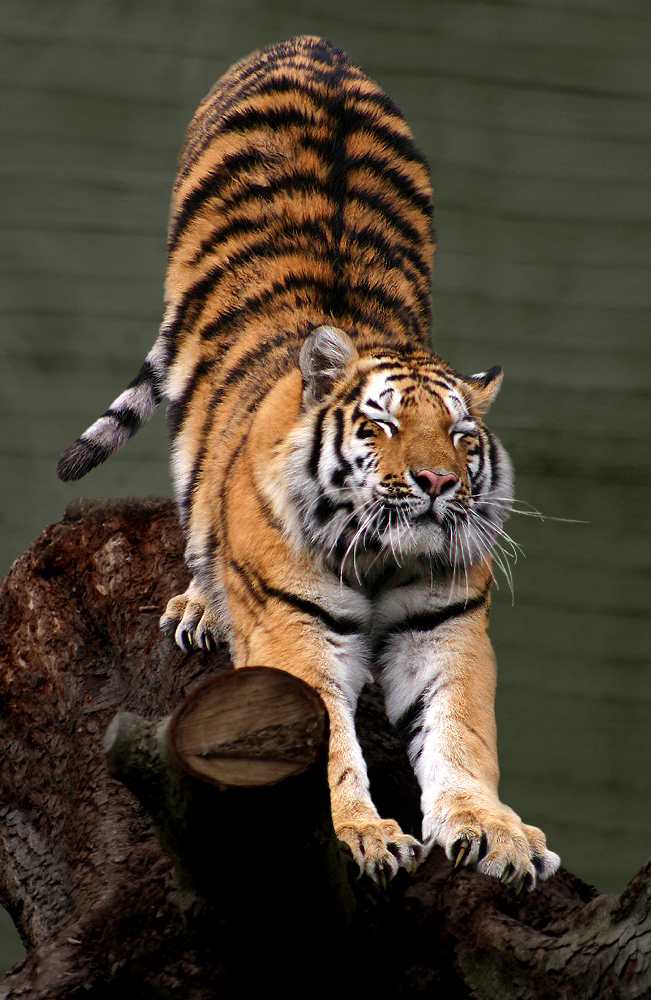
Một con hổ đang vươn vai, giãn mình

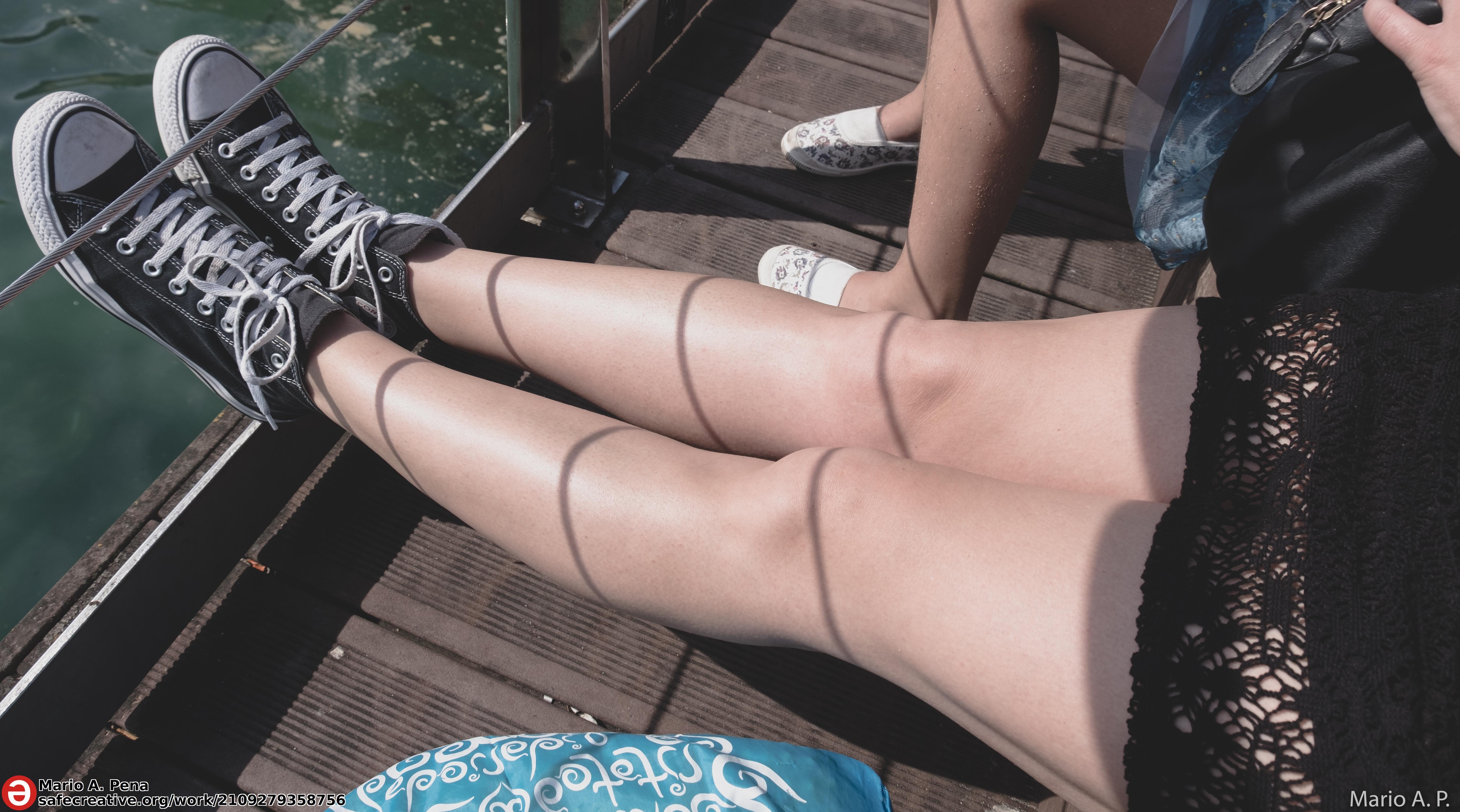
Giãn cơ đùi

Kéo giãn cơ hay còn gọi là giãn cơ (Stretching) là một hình thức tập thể dục trong đó một cơ hoặc gân cụ thể (hoặc nhóm cơ) được cố tình uốn cong hoặc kéo dài (duỗi cơ) để cải thiện độ đàn hồi của cơ và để đạt được sự thoải mái của bắp thịt, giảm nguy cơ bị chấn thương. Kết quả là cảm giác gia tăng việc kiểm soát cơ bắp, tính linh hoạt và phạm vi chuyển động. Trong lĩnh vực vật lý trị liệu, kéo giãn cơ cũng được ứng dụng để giảm sự mất cân bằng cơ bắp  và để khắc phục các vấn đề bệnh lý do cơ bị rút ngắn, cũng như tăng tốc độ phục hồi sau khi bị chấn thương. 
Kéo giãn cơ cũng được sử dụng trong điều trị để giảm bớt chuột rút. Trong hình thức cơ bản nhất của nó, kéo giãn cơ là một hoạt động tự nhiên và bản năng; nó được thực hiện bởi con người và nhiều động vật khác. Nó có thể được đi kèm với ngáp. Kéo giãn cơ thường xảy ra theo bản năng khi ngủ dậy, sau một thời gian dài không hoạt động, hoặc sau khi ra khỏi những chỗ hay khu vực bít bùng.